# Lespedeza angustifolia
Lespedeza angustifolia là một loài thực vật có hoa trong họ Đậu. Loài này được (Pursh) Elliott miêu tả khoa học đầu tiên.